# Galerida malabarica
La cogujada malabar (Galerida malabarica) es una especie de ave paseriforme de la familia Alaudidae endémica del oeste de la India.

## Taxonomía
Originalmente la cogujada malabar se clasificó en el género Alauda, y posteriormente se trasladó a su género actual. Anteriormente se consideró que la cogujada montesina era una subespecie de la cogujada malabar.

## Descripción

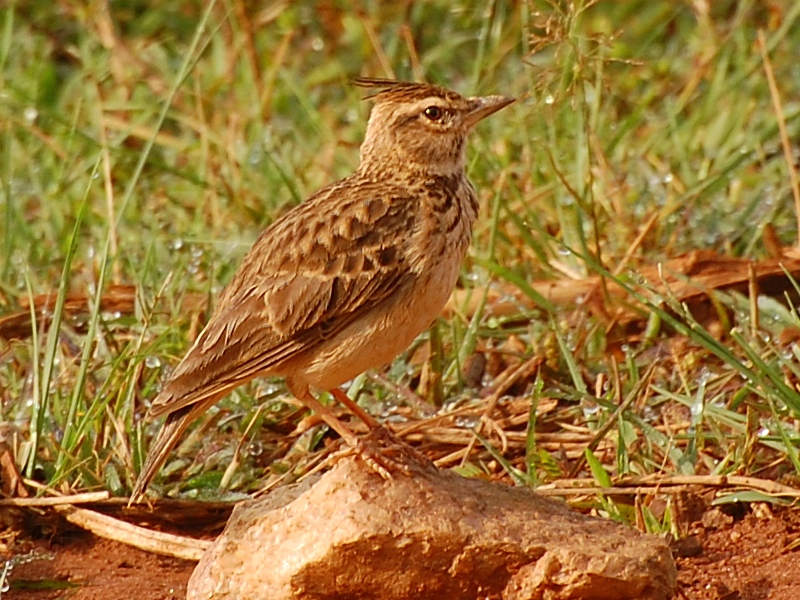
Ejemplar en Sakleshpur, India.

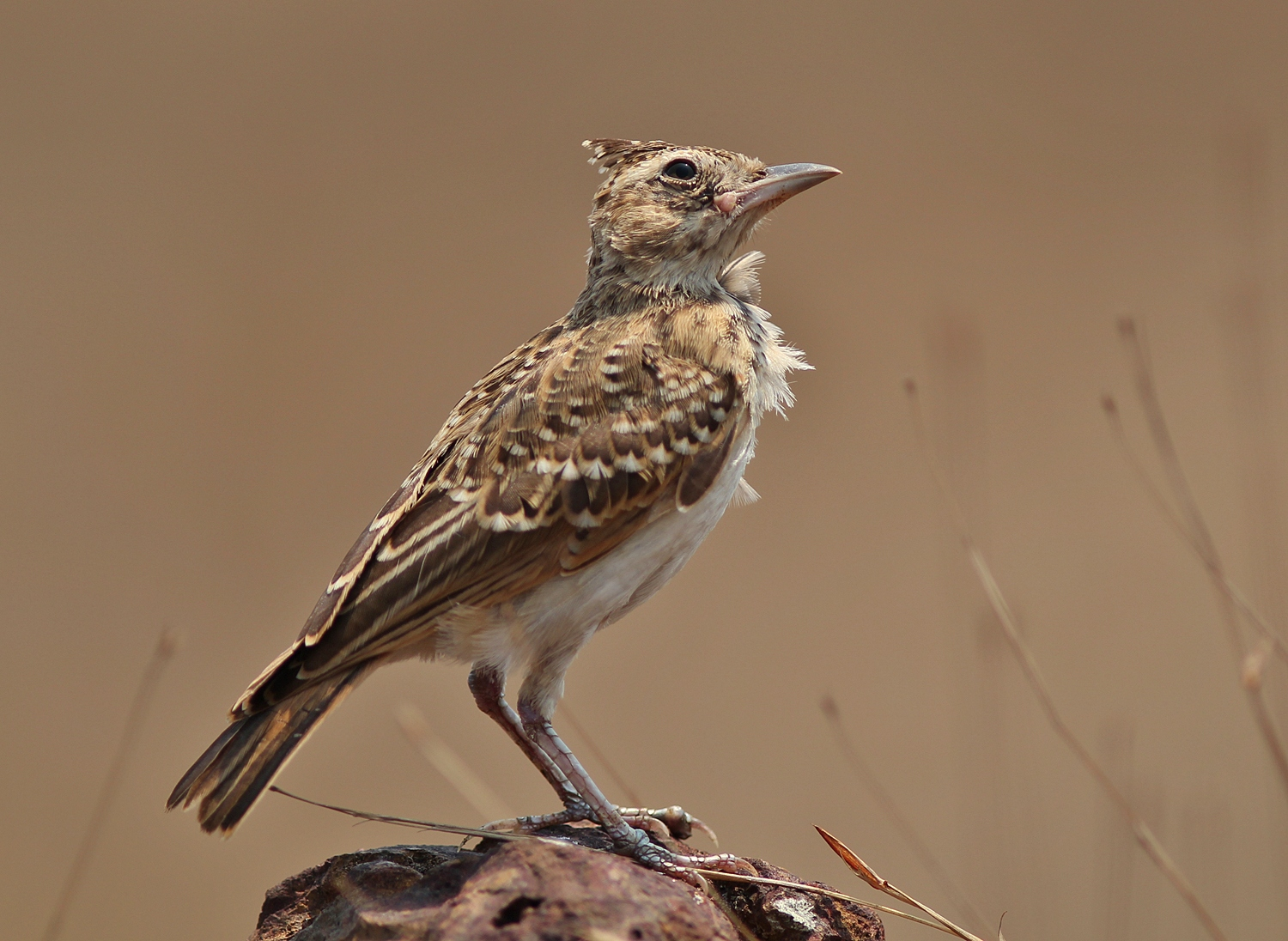
En Kannur, Kerala.

Es un aláudidos pequeño, ligeramente más pequeña que la alondra común. Presenta un penacho puntiagudo eréctil. El plumaje de sus partes superiores es pardo grisáceo con moteado oscuro, y carece de los bordes blancos de las plumas de las alas y cola. Sus partes inferiores son blanquecinas, con veteado oscuro en el pecho. Ambos sexos son similares.
Es muy similar a la cogujada común, que también cría en el norte de la India. La cogujada malabar es más pequeña que la cogujada común, y además su plumaje es más grisáceo que el de la cogujada común y la alondra común (que es un visitante invernal en la India). La cogujada de Deva que es otro pariente de la india con plumaje castaño, es más pequeña, tiene penacho siempre erguido y sus partes inferiores son de color rojizo liso.

## Distribución y hábitat
La alondra malabar se encuentra únicamente en las regiones del oeste de la India. Es un pájaro común del campo abierto, los matorrales y zonas de cultivo, y a veces en altitudes medias.

## Comportamiento
La alondra malabar es un pájaro sedentario que anida en el suelo, donde pone dos o tres huevos. Se alimenta de semillas e insectos, los últimos especialmente durante la época de cría.